# Ricky Ponting
Ricky Thomas Ponting AO (ur. 19 grudnia 1974 w Launceston) – australijski krykiecista specjalizujący się w grze jako batsman i fielder, były kapitan reprezentacji Australii w meczach jednodniowych i testowych, a także kapitan drużyny klubowej Tasmanian Tigers, w której jednak – ze względu na obowiązki reprezentacyjne – występuje rzadko.
W meczach jednodniowych zadebiutował na początku 1995, a pod koniec tego samego roku, jeszcze przed 21. urodzinami, po raz pierwszy wystąpił także w meczu testowym. Od tego czasu kilka razy tracił jednak miejsce w drużynie narodowej z powodu słabej formy i problemów dyscyplinarnych. Funkcję kapitana reprezentacji w ODI powierzono mu w 2002 roku, w meczach testowych dwa lata później.
W 2006 był najwyżej sklasyfikowanym odbijającym w rankingu ICC.
W 2012 został odznaczony Orderem Australii za zasługi dla krykieta jako jeden z czołowych graczy i za zasługi dla społeczności Australii przez ustanowienie organizacji charytatywnej Ponting Foundation.